# Kisszebeni járás

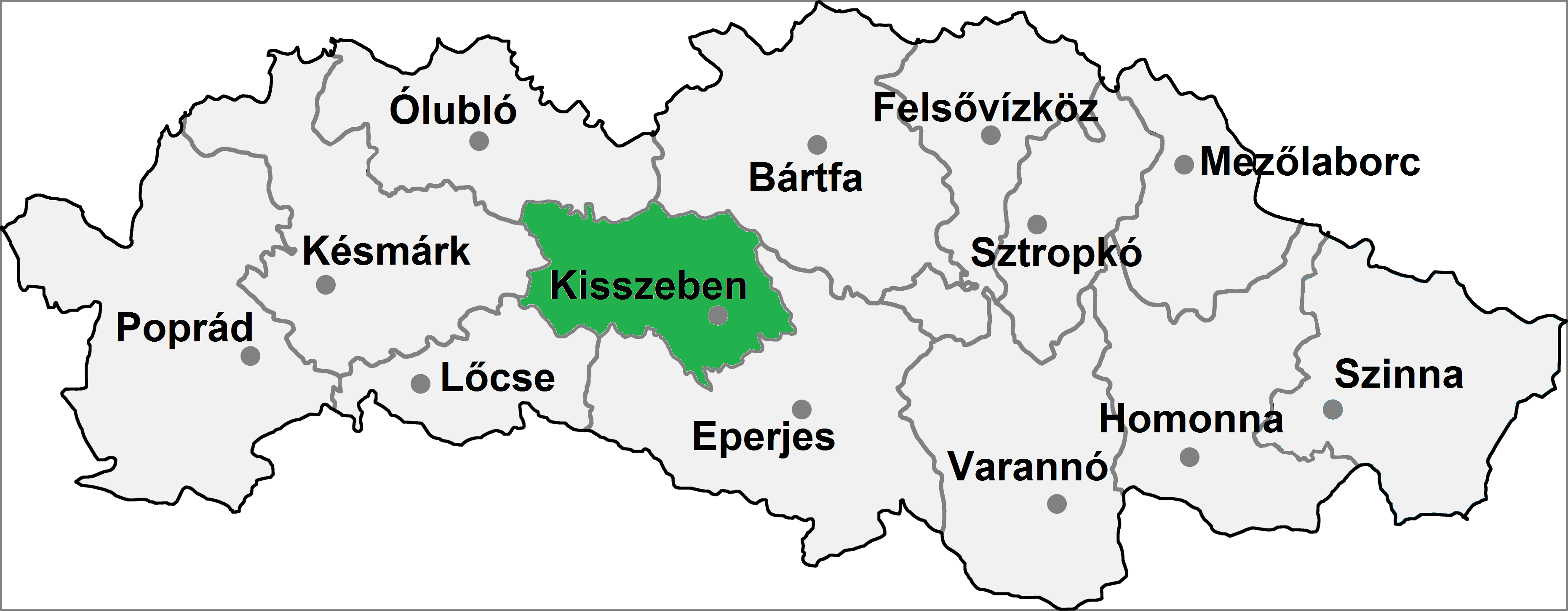
A Kisszebeni járás

A Kisszebeni járás (Okres Sabinov) Szlovákia Eperjesi kerületének közigazgatási egysége. Területe 484 km², lakosainak száma 57 820 (2011), székhelye Kisszeben (Sabinov). A járás területe teljes egészében az egykori Sáros vármegye területe volt.

## Népessége
| Év:            | 1994.  | 2004.   | 2014.   | 2024.   |
| -------------- | ------ | ------- | ------- | ------- |
| Emberek száma: | 51 223 | 55 351  | 58 969  | 61 995  |
| Eltérés:       |        | +8,05 % | +6,53 % | +5,13 % |

| Év:            | 2023.  | 2024.   |
| -------------- | ------ | ------- |
| Emberek száma: | 61 542 | 61 995  |
| Eltérés:       |        | +0,73 % |

## A Kisszebeni járás települései
- Alsószalók (Nižný Slavkov)
- Bajorvágás (Bajerovce)
- Berzevice (Brezovica)
- Bodonlaka (Bodovce)
- Csendespatak (Tichý Potok)
- Daróc (Šarišské Dravce)
- Décső (Ďačov)
- Deléte (Daletice)
- Fazekasrét (Lúčka)
- Felsősom (Drienica)
- Gombosszentgyörgy (Hubošovce)
- Hámbor (Brezovička)
- Héthárs (Lipany)
- Hőnig (Hanigovce)
- Jakabfölde (Jakubova Voľa)
- Jákórésze (Jakovany)
- Jernye (Jarovnice)
- Kisszeben (Sabinov)
- Kisszebenmajor (Červená Voda)
- Krivány (Krivany)
- Litinye (Ľutina)
- Magas (Vysoká)
- Magyarjakabfalva (Jakubovany)
- Milpos (Milpoš)
- Nyársardó (Ražňany)
- Olajpatak (Olejníkov)
- Olysó (Oľšov)
- Osztrópatak (Ostrovany)
- Pécsújfalu (Pečovská Nová Ves)
- Polony (Poloma)
- Pusztasalgó (Uzovský Šalgov)
- Ratvaj
- Roskovány (Rožkovany)
- Széprét (Krásna Lúka)
- Szinyefő (Renčišov)
- Szentmihályfalva (Šarišské Michaľany)
- Tarca (Torysa)
- Tarcadobó (Dubovica)
- Tarkő (Kamenica)
- Tótselymes (Šarišské Sokolovce)
- Úszfalva (Uzovce)
- Úszpeklény (Uzovské Pekľany)
- Vörösalma (Červenica pri Sabinove)